# Фату, Эдди

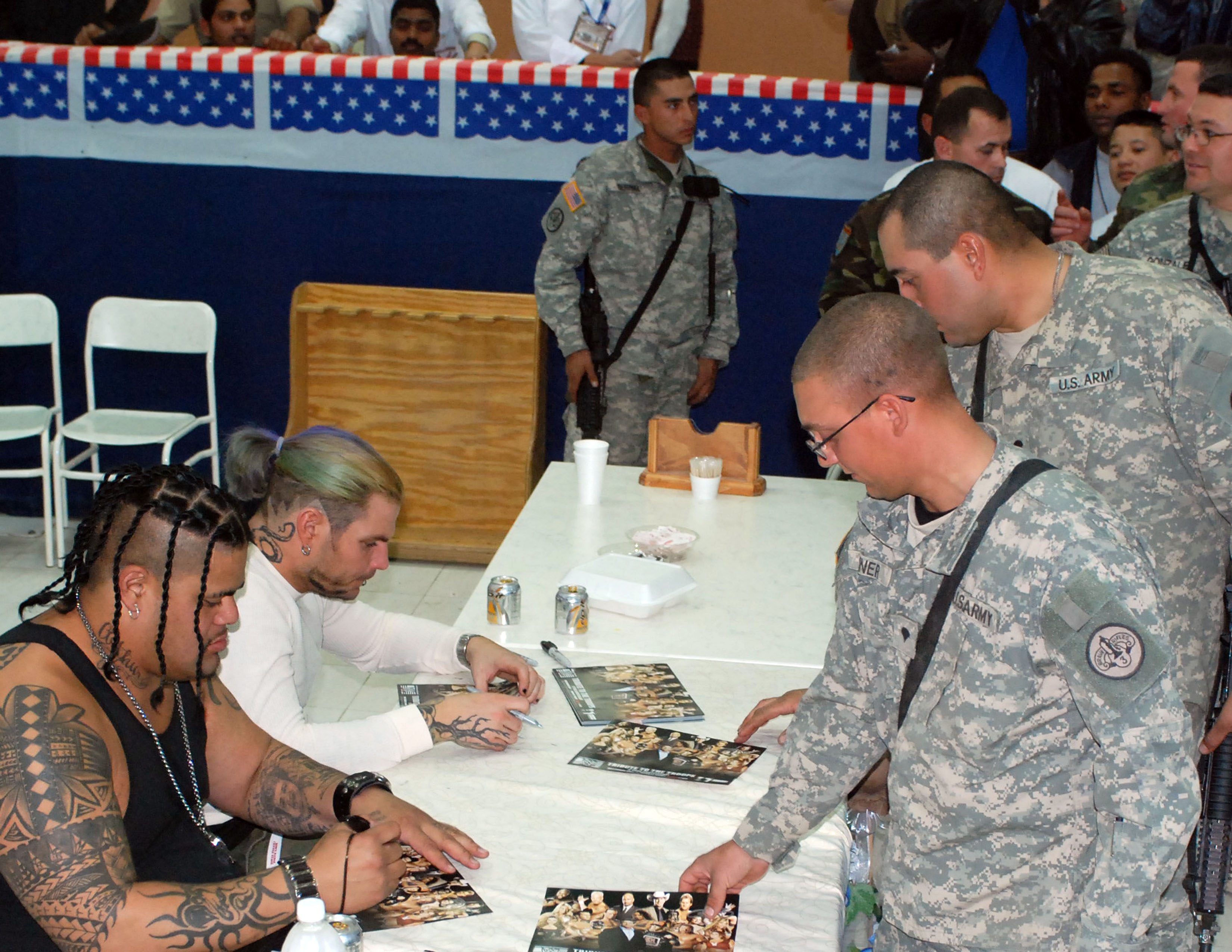
Эдвард Смит Фату на американской военной базе, Мосул, Ирак

Эдвард Смит Фату́ (англ. Edward Smith Fatu, 28 марта 1973, Сан-Франциско, Калифорния или Американское Самоа — 4 декабря 2009, Хьюстон, Техас) — американский рестлер, выступавший под именем Ума́га (англ. Umaga). Известность приобрел выступая в World Wrestling Entertainment (WWE), где он дважды становился интерконтинентальным чемпионом.
Он был членом семьи Аноа’и, известной семьи самоанских рестлеров. Во время своей первой части карьеры в WWE он выпустал под именем Джамал и был членом команды «3-минутное предупреждение» вместе со своим двоюродным братом Мэттом Аноаʻи, которого называли Роузи. Он был уволен из компании в июне 2003 года. В апреле 2006 года Фату вернулся в WWE под именем Умага. В течение всего года Фату был непобедим на Raw, а в январе 2007 года потерпел первое поражение от тогдашнего чемпиона WWE Джона Сины. В следующем месяце он впервые выиграл титул интерконтинентального чемпиона WWE, а в июле 2007 года выиграл его во второй раз. Он также участвовал в матче «Битва миллиардеров» на WrestleMania 23 в качестве представителя Мистера Макмэна. Он был уволен из WWE в июне 2009 года. Вскоре после этого он начал выступать на независимой сцене вплоть до своей смерти от сердечного приступа в декабре того же года.

## Ранняя жизнь
Фату родился 28 марта 1973 года в семье Веры и Солофа Фату. Его мать, Вера, была сестрой Афы и Сики из команды «Дикие самоанцы». У него есть два старших брата, которые также являются рестлерами: Сэм (Тонга Кид) и Солофа (Рикиши). Он также был дядей Братьев Усо и двоюродным братом нескольких рестлеров, включая Ёкодзуну, Скалу, Роузи и Романа Рейнса. 27 апреля 2008 года мать Фату умерла после семилетней борьбы с раком.

## Карьера в рестлинге

### Турне Hulkamania: Let The Battle Begin (2009)
В 2009 году Умага принял участие в нескольких боях во время турне Hulkamania в Австралии, которое называлось Hulkamania: Let the Battle Begin. В первый день турне, 21 ноября, он вышел на ринг под именем Осу Фату и объединился в команду с Орландо Джорданом против своих братьев Рикиши и Грэндмастера Сексэй. Следующие поединки с участием Фату прошли 24, 26 и 28 ноября, когда он выиграл у Брутуса Бифкейка, проиграл Бифкейку и Мистеру Андерсону (в команде с Орландо Джорданом) и проиграл Мистеру Андерсону в одиночном поединке в последний день турне. Этот поединок стал последним в его карьере перед тем как он неожиданно умер всего через несколько дней.

## Личная жизнь
У Фату и его жены Л.Т. было четверо детей.

## Смерть
4 декабря 2009 года жена Фату обнаружила его в бессознательном состоянии, а из носа у него текла кровь. Он был доставлен в ближайший госпиталь, где было диагностировано, что он перенёс сердечный приступ. Фату умер в тот же день после ещё одного сердечного приступа. Причиной смерти послужила передозировка гидрокодона, диазепама и карисопродола.

## Титулы и достижения
- All Japan Pro Wrestling
  - Командный чемпион мира (1 раз) — с Тайо Кеа
  - World’s Strongest Tag Team League (2004) — с Тайо Кеа
- Frontier Martial-Arts Wrestling
  - Хадкорный командный чемпион FMW/WEW (1 раз) — с Мэттом Аноа’и
- Hawai’i Championship Wrestling
  - Командный чемпион наследия Кекаулике HCW (1 раз) — с Тайо Кеа
- Heartland Wrestling Association
  - Командный чемпион HWA (1 раз) — с Кимо
- Memphis Championship Wrestling
  - Южный командный чемпион MCW (3 раза) — с Кимо
- Pro Wrestling Illustrated
  - PWI ставит его под № 22 в списке 500 лучших рестлеров 2007 года[13]
- World Wrestling Entertainment
  - Интерконтинентальный чемпион WWE (2 раза)[14]
- Wrestling Observer Newsletter
  - Худшая команда года (2002) — с Роузи

### Luchas de Apuestas
| Ставка                                        | Победитель            | Проигравший      | Место проведения | Время проведения | Примечания    |
| --------------------------------------------- | --------------------- | ---------------- | ---------------- | ---------------- | ------------- |
| волосы Винса Макмэна / волосы Дональда Трампа | Бобби Лэшли с Трампом | Умага с Макмэном | Детройт, Мичиган | 1 апреля 2007    | Рестлмания 23 |